# スコーネサッカー連盟
スコーネサッカー連盟（英: Skåneland Football Federation、略称:SFF）は、スウェーデン南部イェータランドにあるスコーネ地方におけるサッカーの団体。サッカースコーネ代表を運営している。
2010年4月5日に設立し、2011年4月10日にNF-Boardの暫定会員になった。